# TAIYO (森高千里のアルバム)
『TAIYO』（たいよう）は、1996年7月15日に森高千里が発表したアルバム。

## 概要
- STEP BY STEPに引き続き、ビートルズの楽曲のカバーが収録されている。オリジナルアルバムとしては約2年ぶりのリリースとなる。
- 前年の1995年に本人が出演したサントリー『アイスジン』CM曲「GIN GIN GIN」、サントリー『アイスウォッカ』CM曲「Hey,VODKA!」を初収録。但し「GIN GIN GIN」は1996年新ヴァージョンとなり、同CMの1996年新CMに採用された。1995年の2ヴァージョンは未発売となっており、相違は歌詞の一部が異なる（発売されなかったヴァージョンには大魔神やケムール人が登場していた、また発売されたヴァージョンは1995年CMの「レモンとGINで一般GIN」から「レモンとGINでニッポンGIN」に変更された）。
- 恒例となった初回限定盤ブックレット付が前作『DO THE BEST』で終了となり、本作の初回限定盤（CDのみ）は透明プラスチックケースに、見る角度で違う彼女の顔写真が現れる3Dジャケットと12ページミニ・ブックレット付となった。
- 本作までカセットテープ版も発売されていた（規格品番:EPTA-7006）。

## 収録曲
| #         | タイトル                                      | 作詞            | 作曲            | 編曲                         | 時間  |
| --------- | --------------------------------------------- | --------------- | --------------- | ---------------------------- | ----- |
| 1.        | 「夏はパラレイロン（ララサンシャインPart2）」 | 森高千里        | 伊秩弘将        |                              | 3:38  |
| 2.        | 「出来るでしょ!!」                            | 森高千里        | 伊秩弘将        |                              | 4:31  |
| 3.        | 「GIN GIN GIN」                               | 森高千里        | 森高千里        |                              | 2:37  |
| 4.        | 「秋の空」                                    | 森高千里        | 高橋諭一        |                              | 4:27  |
| 5.        | 「長男と田舎もん」                            | 森高千里        | 伊秩弘将        |                              | 3:16  |
| 6.        | 「SO BLUE」                                   | 森高千里        | 伊秩弘将        | 高橋諭一                     | 4:37  |
| 7.        | 「太陽と青い月」                              | 森高千里        | 森高千里        | 前嶋康明                     | 4:28  |
| 8.        | 「休みの午後」                                | 森高千里        | 斉藤英夫        | 斉藤英夫                     | 4:41  |
| 9.        | 「ララ サンシャイン」                         | 森高千里        | 伊秩弘将        | ストリングアレンジ：高橋諭一 | 3:43  |
| 10.       | 「薹が立つ」                                  | 森高千里        | 伊秩弘将        |                              | 3:23  |
| 11.       | 「夜の海」                                    | 森高千里        | 高橋諭一        |                              | 4:52  |
| 12.       | 「Hey,VODKA!」                                | ドーシー魚塚    | 森高千里        |                              | 2:27  |
| 13.       | 「照れ屋」                                    | 森高千里        | 真田カオル      |                              | 3:57  |
| 14.       | 「ボーッとしてみよう」                        | 森高千里        | 森高千里        |                              | 3:49  |
| 15.       | 「HERE COMES THE SUN」                        | GEORGE HARISSON | GEORGE HARISSON |                              | 3:09  |
| 合計時間: | 合計時間:                                     | 合計時間:       | 合計時間:       | 合計時間:                    | 57:35 |

## 参加ミュージシャン
| 夏はパラレイロン（ララサンシャインPart2） - Drums＆Chorus：森高千里 - E.Bass：瀬戸由紀男 - Keyboards＆Guitars：高橋諭一 - A.Piano：橋本慎 - Fender Rhodes：前嶋康明 出来るでしょ!! - Drums＆Chorus：森高千里 - E.Bass：瀬戸由紀男 - Guitars：瀬戸由紀男・高橋諭一 - Keyboards：高橋諭一 - A.Piano：橋本慎・前嶋康明 GIN GIN GIN - Drums＆Chorus：森高千里 - E.Bass：横山雅史 - Keyboards＆Guitars：高橋諭一 - Fender Rhodes：前嶋康明 秋の空 - Drums＆Chorus：森高千里 - E.Bass：瀬戸由紀男 - Guitars：瀬戸由紀男・高橋諭一 - Keyboards：高橋諭一・橋本慎 - Fender Rhodes：前嶋康明 長男と田舎もん - Drums＆Chorus：森高千里 - E.Bass：瀬戸由紀男 - Keyboards＆Guitars：高橋諭一 - A.Piano：橋本慎 - Additional Vocal：HENDERSON SO BLUE - Drums＆Chorus：森高千里 - E.Bass：瀬戸由紀男 - Keyboards＆Guitars：高橋諭一 - A.Piano：前嶋康明 太陽と青い月 - Drums：森高千里 - Guitars：瀬戸由紀男・高橋諭一 - Keyboards＆Percussion：前嶋康明 休みの午後 - Drums：森高千里 - A.Piano＆Organ：前嶋康明 - Synthesizer Programming,E.Bass,Guitars,Horns＆Tambourine：斉藤英夫 - Chorus：森高千里・斉藤英夫 | ララ サンシャイン - Drums＆Chorus：森高千里 - E.Bass：瀬戸由紀男 - Guitars：瀬戸由紀男・高橋諭一 - Keyboards＆String Arrangement：高橋諭一 - A.Piano：橋本慎 薹が立つ - Drums：森高千里 - E.Bass：瀬戸由紀男 - Keyboards＆Guitars：高橋諭一 - A.Piano＆大正琴：橋本慎 - Background Vocals：高橋諭一・湯沢貴久 夜の海 - Drums：森高千里 - E.Bass：森高輝男 - Guitars：瀬戸由紀男・高橋諭一 - Keyboards：高橋諭一 - Fender Rhodes：前嶋康明 - Wind Bell：瀬戸由紀男 Hey,VODKA! - Drums：森高千里 - E.Bass：横山雅史 - Guitars：瀬戸由紀男・高橋諭一 - Keyboards：高橋諭一 - A.Piano＆Fender Rhodes：前嶋康明 照れ屋 - Drums＆Recorder：森高千里 - E.Bass：瀬戸由紀男 - Keyboards＆Guitars：高橋諭一・橋本慎 - A.Piano：橋本慎 ボーッとしてみよう - Drums：森高千里 - E.Bass：瀬戸由紀男 - Keyboards＆Guitars：高橋諭一・橋本慎 - A.Piano＆大正琴：橋本慎 HERE COMES THE SUN - Drums＆Recorder：森高千里 - E.Bass：瀬戸由紀男 - Guitars：高橋諭一 - Keyboards：橋本慎 - Chours：高橋諭一・橋本慎 |